# سعید آشتیانی
سعید ملکاء آشتیانی (زاده ۲۲ بهمن ۱۳۶۷ در تهران) شناگر و نجات‌غریق  اهل ایران است.و الان در آزادی تدریس میکند

## اوایل زندگی
سعید آموزش شنا را از ۸ سالگی در استخر روباز ورزشگاه شهید شیرودی شروع کرد و پس آموزش شنا تمرینات خود را در استخر سرپوشیده شهید نوفلاح ادامه داد و در ۱۱ سالگی به مسابقات قهرمانی کشور با تیم تهران به شهر شیراز رفت و چندین مقام کشوری کسب کرد و در سن ۱۴ سالگی به استخر مجموعه ورزشی آزادی رفت و در کنار تیم ملی به تمرینات خود ادامه داد و در سال ۲۰۰۵ به اولین مسابقه برون مرزی خود در تایلند رفت (مسابقات رده‌های سنی آسیا) و مقام چهارم را در ماده ۱۰۰*۴ متر آزاد تیمی کسب کرد.

## افتخارات
- - در سال ۲۰۰۶ به مسابقات بازی‌های آسیایی ۲۰۰۶ دوحه قطر رفت و برای اولین بار در تاریخ شنا توانست به فینال ماده ۲۰۰*۴ متر آزاد تیمی راه پیدا کند.
  - در سال ۲۰۰۷ به مسابقات بازی‌های آسیایی داخل سالن در ماکائو رفت ولی به دلیل آسیب دیدگی در روز قبل مسابقات نتوانست در مسابقات شرکت کند.
  - در سال ۲۰۰۷ به مسابقات رده‌های سنی آسیا به اندونزی رفت و توانست در ماده ۲۰۰ متر آزاد و ۲۰۰*۴ آزاد تیمی به مقام دوم برسد
  - در سال ۲۰۰۹ به مسابقات قهرمانی جهان در ایتالیا رفت و توانست ۵ رکورد ملی ایران را ارتقا بخشد.
  - در سال ۲۰۰۹ به مسابقات بازی‌های آسیایی داخل سالن در ویتنام رفت و توانست در ماده ۱۰۰*۴ آزاد تیمی مقام دوم و در ماده ۱۰۰*۴ مختلط تیمی مقام سوم را کسب کرد.[۱][۲][۳][۴][۵][۶]
  - در سال ۲۰۱۰ به مسابقات بازی‌های آسیایی گوانگژو چین رفت و توانست مقام پنجم را در ماده ۱۰۰*۴ مختلط تیمی کسب کند.
  - در سال ۲۰۱۰ به مسابقات قهرمانی جهان مسافت کوتاه در دبی رفت و توانست رکورد ایران را ارتقا بخشد.
  - در سال ۲۰۱۲ به مسابقات بین‌المللی دبی رفت و در ماده ۲۰۰ مختلط انفرادی مقام اول کسب کرد و در ماده ۲۰۰*۴ آزاد تیمی به مقام دوم رسید.
  - از سال ۲۰۱۴ به تیم ملی نجات غریق رفت و در همان سال به مسابقات قهرمانی جهان در کشور فرانسه رفت و توانست ۲ ماده این رشته را ارتقا بخشد.

سعید در حال حاضر رکورد دار ملی ۹ ماده شنای ایران و ۲ ماده نجات غریق می‌باشد.

## سابقه تحصیلی
- کارشناسی ارشد تربیت بدنی و علوم ورزشی گرایش رفتار حرکتی (آموزش تربیت بدنی) دانشکده تربیت بدنی دانشگاه تهران
- کارشناسی تربیت بدنی و علوم ورزشی دانشکده تربیت بدنی دانشگاه تهران

## مدارک
- مربیگری شنا درجه ۱
- مربیگری شنا درجه ۲
- مربیگری شنا درجه ۳
- داوری درجه ۳ شنا
- نجات غریق بین‌الملل
- نجات غریق درجه ۱
- نجات غریق درجه ۲
- داور نجات غریق درجه ۳
- مربی نجات غریق درجه ۳
- مدرس آبدرمانی درجه ۳
- غواصی یک ستاره

1. ↑  https://www.isna.ir/news/orumiyeh-6174/مشعل-بازی-ها-با-قهرمانی-تیم-دانشگاه-تهران-خاموش-شد
2. ↑  «نسخه آرشیو شده». بایگانی‌شده از اصلی در ۱۶ مه ۲۰۲۲. دریافت‌شده در ۱۰ مارس ۲۰۲۱.
3. ↑  https://www.mehrnews.com/news/1125308/نفرات-برتر-شنا-و-دو-ومیدانی-المپیاد-دانشجویان-کشور-مشخص-شدند
4. ↑  https://www.mehrnews.com/news/977295/تیم-شنای-4-در-50-متر-مختلط-ایران-برنز-گرفت-جابجایی-7-رکورد
5. ↑  http://www.olympic.ir/fa/history/iraninasiangames
6. ↑  https://www.farsnews.ir/news/8506240015%20%20%20%20/2-مدال-نقره-شاهين-برادران-و-سعيد-آشتياني-